# ادوین بلک
ادوین بلک (انگلیسی: Edwin Black؛ زادهٔ ۲۷ فوریهٔ ۱۹۵۰) مؤلف، روزنامه‌نگار، تاریخ‌نگار و مجری اهل ایالات متحده آمریکا است.
تخصص او در زمینه‌های حقوق بشر، تعامل تاریخی بین اقتصاد و سیاست در خاورمیانه، سیاست‌های نفتی، کلاهبرداری دانشگاهی، سوء استفاده‌ها و جرائم سازمانی و زیربنای مالی آلمان نازی است.